# Oliver Sorg
Oliver Sorg (Engen, 1990. május 29. –) német válogatott labdarúgó.

## Pályafutása

### Klubcsapatokban
A Hegauer FV, a Singen korosztályos csapataiban nevelkedett, mielőtt 2006-ban a Freiburg akadémiájára került. 2009-ben Marcus Sorg felvitte a második csapatba, majd 2012. január 21-én debütált az Augsburg ellen 1–0-ra megnyert első osztályú bajnoki mérkőzésen az első csapatba, ezek után két nappal később aláírta első profi szerződését. 2013. augusztus 24-én szerezte meg az első gólját a bajnokságban a TSG 1899 Hoffenheim ellen 3–3-ra végződő találkozón. A 2014–2015-ös szezonban egy évvel meghosszabbította a nyáron lejáró szerződését, de miután a klub kiesett ő is távozott.
2015. június 10-én aláírt a Hannover 96hoz. A 2015–2016-os szezon végén kiestek az élvonalból, de a következő szezonban visszajutottak. 2019 májusában bejelentették, hogy három évre aláírt az 1. FC Nürnberg csapatához. A 2020–2021-es szezon végén megegyezett a klubbal, hogy felbontja szerződését. Egy év klub nélküli év után játékos-edzőként csatlakozott az alacsonyabb osztályú Radolfzellhez, de 2023. október elején lemondott edzői posztjáról.

### A válogatottban
Többszörös német korosztályos válogatottként részt vett a 2013-as U21-es labdarúgó-Európa-bajnokságon. 2014. május 13-án a Lengyelország elleni barátságos mérkőzésen mutatkozott be a felnőtt válogatottban.

## Statisztika

### Klub
| Klub           | Szezon   | Bajnokság           | Bajnokság | Bajnokság | Kupa  | Kupa  | Nemzetközi | Nemzetközi | Egyéb | Egyéb | Összesen | Összesen |
| Klub           | Szezon   | Osztály             | Mérk.     | Gólok     | Mérk. | Gólok | Mérk.      | Gólok      | Mérk. | Gólok | Mérk.    | Gólok    |
| -------------- | -------- | ------------------- | --------- | --------- | ----- | ----- | ---------- | ---------- | ----- | ----- | -------- | -------- |
| SC Freiburg II | 2009–10  | Regionalliga Süd    | 18        | 0         | —     | —     | —          | —          | —     | —     | 18       | 0        |
| SC Freiburg II | 2010–11  | Regionalliga Süd    | 30        | 1         | —     | —     | —          | —          | —     | —     | 30       | 1        |
| SC Freiburg II | 2011–12  | Regionalliga Süd    | 20        | 0         | —     | —     | —          | —          | —     | —     | 20       | 0        |
| SC Freiburg II | Összesen | Összesen            | 68        | 1         | 0     | 0     | 0          | 0          | 0     | 0     | 68       | 1        |
| SC Freiburg    | 2011–12  | Bundesliga          | 17        | 0         | 0     | 0     | —          | —          | —     | —     | 17       | 0        |
| SC Freiburg    | 2012–13  | Bundesliga          | 32        | 0         | 4     | 0     | —          | —          | —     | —     | 36       | 0        |
| SC Freiburg    | 2013–14  | Bundesliga          | 31        | 2         | 3     | 0     | 5          | 0          | —     | —     | 39       | 2        |
| SC Freiburg    | 2014–15  | Bundesliga          | 25        | 1         | 2     | 0     | —          | —          | —     | —     | 27       | 1        |
| SC Freiburg    | Összesen | Összesen            | 105       | 3         | 9     | 0     | 5          | 0          | –     | –     | 119      | 3        |
| Hannover 96    | 2015–16  | Bundesliga          | 20        | 0         | 0     | 0     | —          | —          | —     | —     | 20       | 0        |
| Hannover 96    | 2016–17  | Bundesliga 2        | 26        | 0         | 2     | 0     | —          | —          | —     | —     | 28       | 0        |
| Hannover 96    | 2017–18  | Bundesliga          | 22        | 0         | 1     | 0     | —          | —          | —     | —     | 23       | 0        |
| Hannover 96    | 2018–19  | Bundesliga          | 19        | 0         | 1     | 0     | —          | —          | —     | —     | 20       | 0        |
| Hannover 96    | Összesen | Összesen            | 87        | 0         | 4     | 0     | 0          | 0          | 0     | 0     | 91       | 0        |
| 1. FC Nürnberg | 2019–20  | Bundesliga 2        | 25        | 0         | 2     | 0     | –          | –          | 1     | 0     | 28       | 0        |
| 1. FC Nürnberg | 2020–21  | Bundesliga 2        | 8         | 0         | 0     | 0     | –          | –          | –     | –     | 8        | 0        |
| 1. FC Nürnberg | Összesen | Összesen            | 33        | 0         | 2     | 0     | 0          | 0          | 1     | 0     | 36       | 0        |
| Radolfzell     | 2022–23  | Landesliga Südbaden | 2         | 0         | 0     | 0     | –          | –          | –     | –     | 2        | 0        |
| Radolfzell     | Összesen | Összesen            | 2         | 0         | 0     | 0     | 0          | 0          | 0     | 0     | 2        | 0        |
| Összesen       | Összesen | Összesen            | 295       | 4         | 15    | 0     | 5          | 0          | 1     | 0     | 316      | 4        |

### Válogatott
| Nemzet      | Évek     | Pályára lépések | Gólok |
| ----------- | -------- | --------------- | ----- |
| Németország |          |                 |       |
| 2014        | 1        | 0               |       |
| Összesen    | Összesen | 1               | 0     |